# تريفور سميث (لاعب هوكي الحقل)
تريفور سميث (بالإنجليزية: Trevor Smith)‏ هو لاعب هوكي الحقل أسترالي، ولد في 15 أبريل 1949.

## وصلات خارجية
- تريفور سميث على موقع أوليمبيديا (الإنجليزية)